# Frigyes Hidas
Frigyes Hidas (hongarès: Hidas Frigyes)  (Budapest, 25 de maig de 1928 - Budapest, 7 de març de 2007) va ser un compositor hongarès.
Hidas va estudiar composició a l'Acadèmia de Música de Franz Liszt a Budapest amb János Visky. Després dels seus estudis, va ser director musical del Teatre Nacional de Budapest de 1951 a 1966 i també va ocupar el mateix paper al Teatre d'Òpera de la ciutat de 1974 a 1979.
A continuació, Hidas va ser un compositor autònom. La seva obra cobreix gairebé tots els gèneres, incloent òperes, ballets, concerts, altres orquestrals obres, música de cambra i vocal i coral de música. Va ser un dels noms més importants del món de la música contemporània de banda de música i de concerts per a instruments de vent. A més, va gaudir de diverses comissions de teatres d'òpera, emissores de ràdio, universitats, companyies de ballet i associacions musicals i federacions. Va rebre molts premis i altres formes de reconeixement pels seus serveis musicals.